# Claudia Hübschmann
Claudia Hübschmann (* 6. April 1974 in Potsdam) ist eine deutsche Schauspielerin.

## Wirken
Ihre Ausbildung absolvierte Claudia Hübschmann an der Hochschule für Schauspielkunst „Ernst Busch“ Berlin sowie am Conservatoire National Supérieur d’Art Dramatique in Paris.
Zwischen 1993 und 1998 lebte sie in Aix en Provence, Straßburg und Brüssel, studierte dort Politik am Institut d’Études Politiques, was sie mit einem DEA abschloss. Neben ihrer Schauspielkarriere arbeitete sie für das Europäische Parlament im Büro der Berliner SPD-Abgeordneten Dagmar Roth-Behrendt und übersetzt seitdem Drehbücher und Romane aus dem Französischen.

### Theater
Auf der Bühne wirkte sie unter anderem am bat und am Berliner Ensemble (als Cäcilie in Marieluise Fleißers Fegefeuer in Ingolstadt), am Staatstheater Saarbrücken (Luise in Kabale und Liebe, Ronja in Ronja Räubertochter, Marianne in Tartuffe u. a.), in der Titelrolle von Anna Bergmanns Inszenierung der Lessing-Tragödie Emilia Galotti, am Théâtre Vidy-Lausanne in Gianni Schneiders Regiearbeit Lulu und weiteren Stücken (u. a. Dieu est un DJ auf dem Festival d’Avignon). 2007 wurde sie für Anna Bergmanns Bühnen-Adaptation von Ingmar Bergmans Herbstsonate am Theater Lübeck engagiert, wo sie dann auch unter anderem die Clawdia Chauchat in Zauberberg (2008) von Thomas Mann, die Siv in Wie im Himmel (2010) und Liane in Flying down to Rio (2010) spielte.
2008/2009 setzte sie ihre Zusammenarbeit mit der französischen Regisseurin Anne Monfort fort und spielte die Bibiana in Nothing Hurts, einem Stück von Falk Richter, und die belle mère in Blanche Neige, beides produziert am Théatre National de Belfort. Am Theater Münster spielte sie 2016 die Kriemhild in Franke Behnkes Inszenierung „Die Nibelungen“, die Emily in „Geächtet“, Regie: Christina Paulhofer, setzte ihre Arbeit mit Anne Bader fort (2015 „Die Präsidentinnen“ und 2017 „Demut vor deinen Taten, Baby“) und spielte den Monolog „IchglaubeaneineneinzigenGott.Hass“ in der Regie von Moritz Peters.
Von 2012 bis 2018 ist sie Ensemblemitglied am Theater Münster. Sie spielte dort u. a. Hedda Gabler (Regie: Katharina Rupp), die Elisabeth in Martin Schulzes Inszenierung von Schillers Maria Stuart, die Medea in Das Goldene Vlies (Regie: Martin Schulze), die Anna Petrowna in Platonov (Regie: Frank Behnke), die Petra von Kant in Bernadette Sonnenbichlers Inszenierung von Fassbinders Die bitteren Tränen der Petra von Kant, Frau Habersatt in Unschuld, Marwood in „Miss Sara Sampson“ (Regie: Katrin Mädler), die Elmire in Molières Tartuffe (Martin Schulze) und die Emilia in Othello (Frank Behnke).
2018 wechselt Claudia Hübschmann fest ans Ensemble des Badischen Staatstheaters Karlsruhe. Ihren Einstand gibt sie am Staatstheater im Oktober 2018 mit Alia Luques Inszenierung von Miroslava Svolikovas Europa flieht nach Europa.

### Film und Fernsehen
Im Fernsehen spielte Claudia Hübschmann in vier Tatort-Folgen: 2004 in Hans-Christoph Blumenbergs Teufel im Leib, 2005 in Robert Sigls Rache-Engel, 2006 in Uwe Jansons Schlaflos in Weimar und 2013 in Allmächtig von Jochen Alexander Freydank. Des Weiteren ist sie zu sehen in Dagmar Dameks Der Verehrer, im Oscar-prämierten Kurzfilm Spielzeugland, in Manfred Stelzers Frösche petzen nicht, bei Matthias Tiefenbacher in Liebe vergisst man nicht (2010), in Polizeiruf 110: Alles Lüge unter der Regie von Ed Herzog sowie in Gastrollen in Serien wie Großstadtrevier, Küstenwache, Der Alte, Der Landarzt, Klinik am Alex und Unser Charly. Nachdem sie 2013 als Iris Lohmiller 2013 in Allmächtig ihre vierte Tatort-Rolle hatte, spielte sie 2014 Katie Fforde: Geschenkte Jahre und die Hauptrolle der Luise Berger in Till Gerstenbergers DFFB-Kurzfilm Puls. 2015 spielte Claudia Hübschmann neben Axel Prahl in Jochen Alexander Freydanks Kafkas Der Bau. 2017 spielte sie in den Serien „Alarm für Cobra 11“, „Sankt Maik“ und als Französin in Christian Ulmens „jerks.“.

### Privates
Claudia Hübschmann ist mit dem Regisseur und Schauspieler Moritz Peters liiert.

## Filmografie
- 2004: Tatort – Teufel im Leib
- 2005: Tatort – Rache-Engel
- 2006: Der Alte – Folge 314: Verlorene Kinder
- 2006: Tatort – Schlaflos in Weimar
- 2006: Küstenwache – Verschwunden
- 2007: Spielzeugland
- 2008: Der Alte – Bei Einbruch Mord
- 2009: Die Rosenheim-Cops – Schachmatt und Tot
- 2009: Frösche petzen nicht
- 2009: Gezeiten der Liebe
- 2009: Der Landarzt
- 2009: Polizeiruf 110 – Alles Lüge
- 2010: Liebe vergisst man nicht
- 2011: Küstenwache – Der Neue
- 2012: Und weg bist Du
- 2012: Notruf Hafenkante – Wutbürger
- 2012: Klinik am Alex – Abgestürzt
- 2013, 2020: SOKO Köln – Der letzte Einsatz, Schlangengrube
- 2013: In aller Freundschaft – Glückliche Fügung
- 2013: Tatort – Allmächtig
- 2014: Katie Fforde: Geschenkte Jahre
- 2014: Puls
- 2015: Kafkas Der Bau
- 2017: Alarm für Cobra 11 – Die Autobahnpolizei – Eltern undercover
- 2017: Sankt Maik – Zweieinhalb Männer und ein Baby
- 2017: jerks.
- 2019: Die Rosenheim-Cops – Der Schrank muss weg
- 2021: Tatort – Was wir erben
- 2025: The Exposure

## Hörspiele
- 2020: Claudia Weber: Burn-In (Autorenproduktion 2020; Regie: Claudia Weber)
- 2022: Claudia Weber: Fear of the dark. Oder: Die Offenbarung wird Produktplatzierungen enthalten (SWR 2022; Regie: Claudia Weber)